# 라리따 빤요팟
라리따 빤요팟(태국어: ลลิตา ปัญโญภาส 1971년 10월 5일)는 태국의 여자 배우이다.

## 약력
그녀는 1971년 10월 5일 방콕, 태국에서 태어났고 1980년대 후반에 일련의 장편 영화를 만들었으며 1980년대 후반부터 2000년대 초까지 태국 드라마의 주연을 맡았었다. 그녀의 가장 인기 있던 역할은 `뚬(ตุ้ม)`이었다. 2007년에, 그녀는 뻰엑 랏따나르앙과 재회했고  2007년 칸 영화제에서 디렉터스 퍼트나이트에서 상영 된 플로이에 출연했다.

## 필모그래피 출연

### TV 시리즈
- 1981년 - Saphai Salam (สะใภ้สลัม)
- 1984년 - Bahp Pratthana (บาปปรารถนา)
- 1988년 - Jao sao khong Anon (เจ้าสาวของอานนท์)
- 1991년 - Wanida (วนิดา)
- 1994년 - Prasath Meud (ปราสาทมืด)
- 2000년 - Jaokam nai wen (เจ้ากรรมนายเวร)
- 2008년 - Soo fun nirandon (สู่ฝันนิรันดร)
- 2012년 - Mae yai teerak (แม่ยายที่รัก)
- 2013년 - Kaen saneha (แค้นเสน่หา)
- 2017년 - Lah (ล่า)

### 영화
- 1988년 - Raeng tian (แรงเทียน)
- 1990년 - Len gub fai (เล่นกับไฟ)
- 1999년 - Reuang talok 69 (เรื่องตลก 69)
- 2007년 - Ploy (พลอย)
- 2013년 - Prayok Sunya rak (ประโยคสัญญารัก)